# 八平神社
八平神社（やひらじんじゃ）は、愛知県新城市出沢字八ノ平102-1にある神社。社格は旧村社。
出沢集落の龍泉寺の東側にある。本殿・玉垣が登録有形文化財。出沢集落では龍泉寺の本堂など、瀧川家住宅の主屋なども登録有形文化財に登録されている。

## 祭神
- 大己貴命（おおなむちのみこと）
- 八劔彦命（やつるぎひこのみこと）
- 大雀命（おおじゃのみこと）

## 歴史

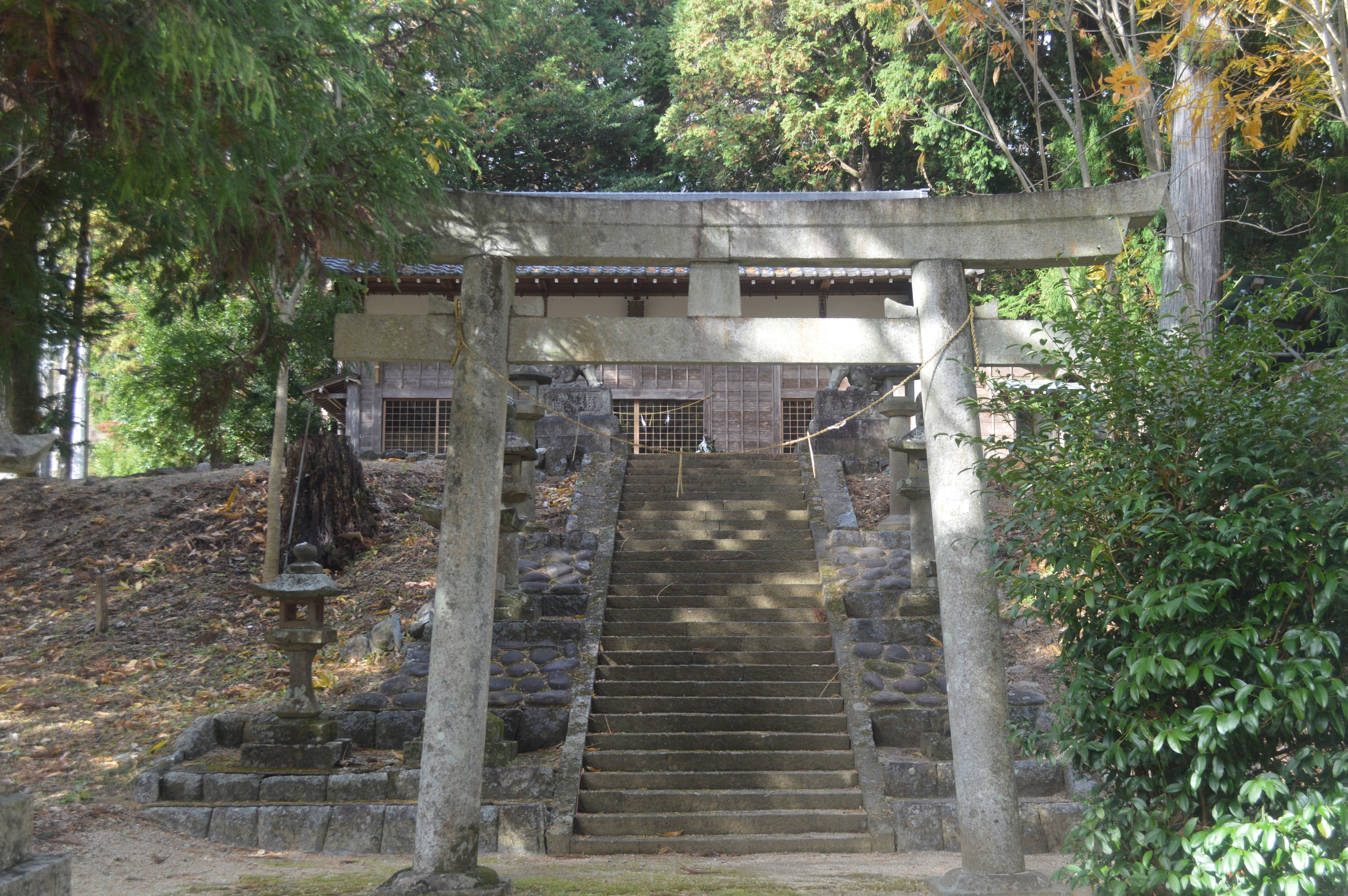
境内

### 中世・近世
宝徳2年（1450年）に砥鹿神社から分霊を勧請した。
元禄13年（1700年）、一宮大明神、八剣大明神、八幡大菩薩を合祀し、三社の社殿として本殿が建てられた。

### 近代・現代
2013年（平成25年）12月24日、本殿・玉垣が登録有形文化財として登録された。
出沢では地歌舞伎などの芝居が盛んに行われており、八平神社の境内には舞台があったが、2022年（令和4年）2月には舞台が撤去された。

## 文化財

### 登録有形文化財

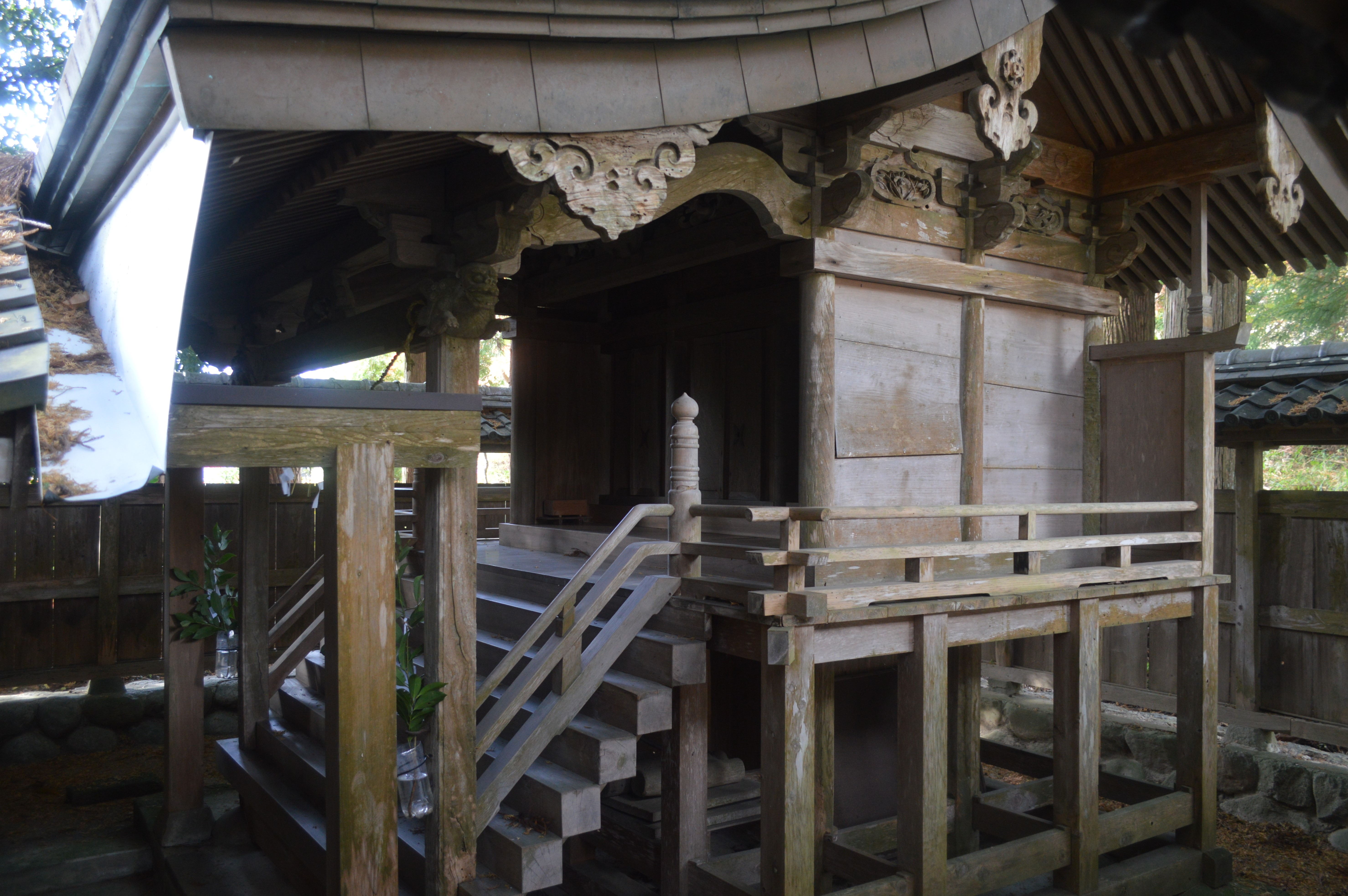
本殿
  - 流造、銅板葺[1]。建築面積5.6平方メートル[1]。
  - 元禄13年（1700年）竣工[1]。1918年（大正7年）に屋根の改修が行われた[1]。2013年（平成25年）12月24日に登録有形文化財に登録された[1]。登録理由は「国土の歴史的景観に寄与しているもの」。江戸中期のこの地域における小規模社殿の好例とされる[3]。
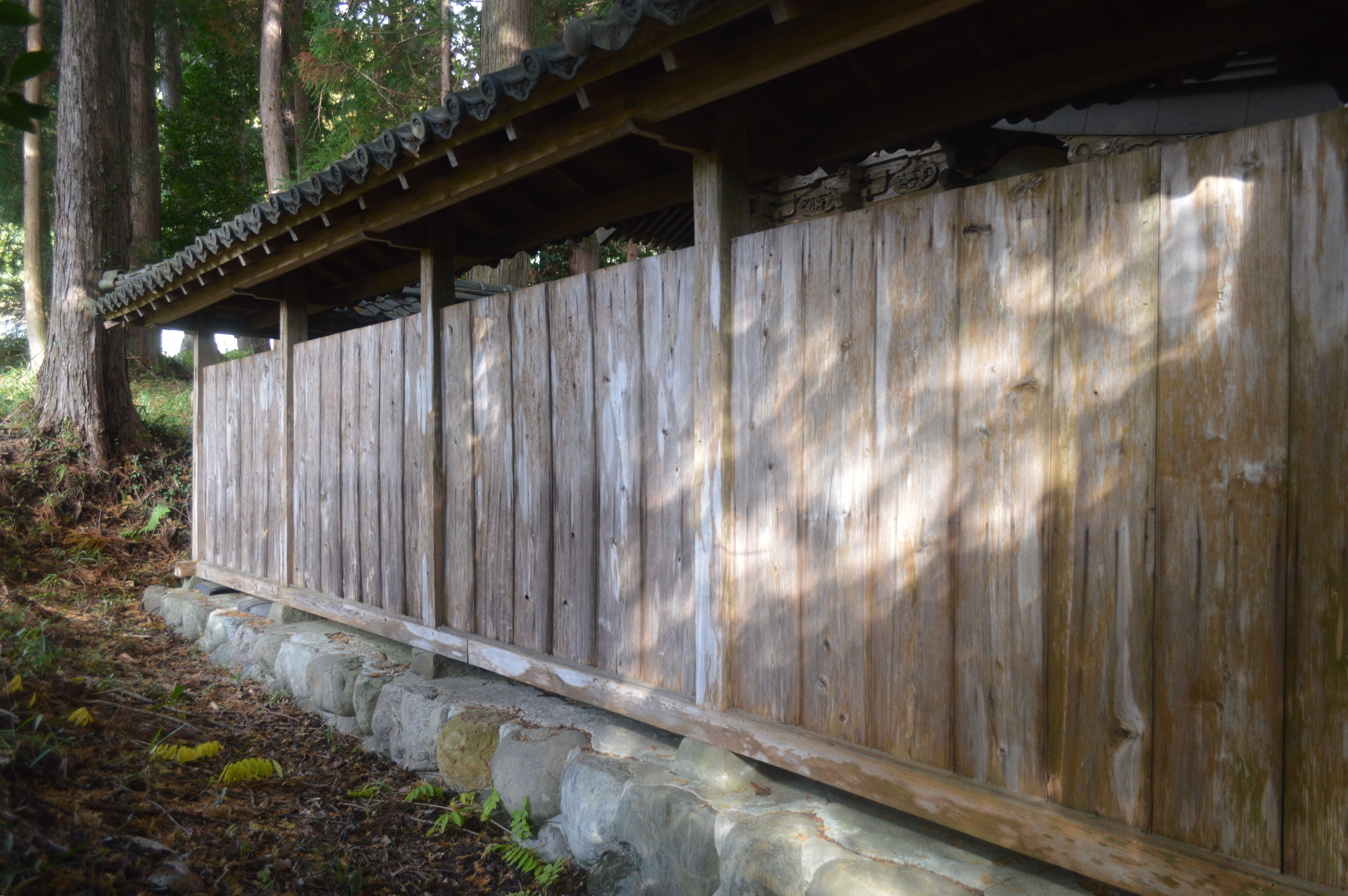
玉垣
  - 木造、桟瓦葺[1]。正面5間、側面4間[4]。長さ28メートル[1]。
  - 1918年（大正7年）に造営された[1]。本殿を取り囲むように廻らされている。2013年（平成25年）12月24日に登録有形文化財に登録された[1]。登録理由は「国土の歴史的景観に寄与しているもの」。

- 本殿
- 玉垣